# Kerstin Olin
Ej att förväxla med skådespelaren och sångerskan Kersti Olin (född 1956).
Christina Inga Birgitta von Sydow, verksam under födelsenamnet Kerstin Olin (även Chris Olin), född 12 december 1926 i Värnamo församling i Jönköpings län, död 21 november 1998 i Oscars församling i Stockholm, var en svensk skådespelare.
Hon växte upp i Värnamo och var dotter till kommissionären Sven Olin och Dagmar, ogift Mohlin.
Kerstin Olin genomgick treårig skådespelarutbildning vid Stadsteatern i Norrköping. Hon var engagerad vid stadsteatrarna i Norrköping, Helsingborg och Malmö. Hon spelade mot maken Max von Sydow i flera olika pjäser, bland annat i J.B. Priestleys I dag och i morgon och Agatha Christies Laddat möte 1952. Hon turnerade med Hilding Gavle i John Osbornes Nog lever farfar 1952 och har hörts radioteatern i Lesley Storms När skymningen föll 1953.
Hon var 1951 till 1979 gift med Max von Sydow och fick sönerna Clas (född 1952) och Henrik (född 1958). Namnbyte från Kerstin till Christina beviljades 1970. Tillsammans med maken levde hon bland annat i USA, Djursholm, på Gotland, i Rom och i Paris. Åtminstone periodvis höll de ihop fram till 1995. Hon är begravd på Galärvarvskyrkogården i Stockholm.

## Teaterroller i urval
- 1950 – Kungen dansar, av Staffan Tjerneld, Vadstena slott, regi Gunnar Skoglund[12]
- 1951 – Det gäller miljonen, Norrköpings stadsteater[13]
- 1951 – Premiär nästa måndag, Norrköpings stadsteater[14]
- 1952 – I dag och i morgon, av Priestley, Norrköpings stadsteater[15]
- 1952 – Nog lever farfar, av John Osborne, Hudiksvalls Folkets park,[7] Trelleborgs Folkets park,[16] Amiralen, Malmö[17]
- 1952 – Dans under stjärnorna, av Jean Anouilh, Stadsteatern Norrköping-Linköping i Linköping[18]
- 1952 – När skymningen föll, av Lesley Storm, Linköping[19]
- 1952 – Laddat möte, Norrköpings-Linköpings stadsteater[6]
- 1953 – Ljuva ungdomstid, av Eugene O'Neill, Norrköping[20]
- 1954 – Kanske en diktare, av Ragnar Josephson, Landskrona teater[21]
- 1954 – Privatsekreteraren, av T.S. Eliot, Helsingborgs stadsteater[22]
- 1955–1956 – Huckleberry Finns äventyr, av Mark Twain, Malmö Stadsteater[23]
- 1955–1956 – Kameliadamen, av Alexander Dumas, Malmö Stadsteater[23]